# Най-добрата
„Най-добрата“ е песен на българската попфолк певица Андреа. Песента е дело на композитора Николай Пашев и е по текст на Мариета Ангелова. В нея участва и Анелия. Песента дебютира от първо място в класациите на Сигнал.бг и Радио Веселина.

## Музикално видео
Режисьор на видеоклипа е Станислав Христов – Стенли. В началото на клипа, Андреа дава сърцето на момъка. За клип на нея побой с камшик, Андреа окована, промените сцената, където в розова рокля и латекс измъчва един човек в стая изгаряне

## В класациите
| Класация (2014)               | Най-добра позиция |
| ----------------------------- | ----------------- |
| 50-те най – Сигнал.бг         | 1                 |
| Попфолк класация – meloman.bg | 1                 |